# Frozen - Le avventure di Olaf
Frozen - Le avventure di Olaf (Olaf's Frozen Adventure) è un cortometraggio d'animazione statunitense del 2017 diretto da Kevin Deters e Stevie Wermers.
Si tratta di uno spinoff di Frozen - Il regno di ghiaccio della Walt Disney Animation Studios. Il corto, successivo a Frozen Fever del 2015, è stato proiettato nelle sale cinematografiche insieme al film d'animazione della Pixar Animation Studios Coco, uscito in Italia il 28 dicembre 2017. Il 2 dicembre la Disney decide di interrompere le proiezioni del corto nei cinema americani, a causa delle proteste degli spettatori, per via della durata ritenuta eccessiva.

## Trama
In occasione del loro primo Natale assieme dopo tanti anni, Elsa ed Anna preparano una grande festa per il popolo di Arendelle; le sorelle danno inizio alle celebrazioni, com'è usanza da parte della famiglia reale. Tuttavia, rimangono addolorate nel vedere che tutti tornano immediatamente a casa per coltivare le proprie tradizioni natalizie. Rimaste sole, Elsa ed Anna si rendono conto di non avere alcuna tradizione da celebrare a causa degli anni che hanno trascorso lontane; Elsa in particolare, si ritiene responsabile poiché sente ancora su di sé la colpa dell'incidente che ha portato alla loro separazione.
Vedendo le sue amiche tristi, Olaf si imbarca insieme a Sven in un viaggio attraverso il regno, girando di casa in casa e chiedendo a ogni famiglia di insegnargli le sue tradizioni, con lo scopo di regalarle alle ragazze. Tuttavia, mentre attraversa la foresta, dà accidentalmente fuoco alla slitta su cui trasportava i regali e gli addobbi. Affranto, il pupazzo di neve conclude di non essere riuscito nell'intento di aiutare Elsa ed Anna e decide di non tornare a casa.
Intanto, al castello, Elsa ed Anna cercano tra i loro ricordi d'infanzia qualcosa che possa rappresentare la loro tradizione natalizia. La ricerca appare infruttuosa, ma improvvisamente Elsa ha un'illuminazione e recupera dal proprio baule una scatola, esortando Anna a scoprirne il contenuto. Anna apre la scatola e rimane commossa: le sorelle hanno finalmente trovato la tradizione che stavano cercando.
Sven torna al castello e a modo suo, riesce a informare Elsa ed Anna della scomparsa di Olaf; le sorelle, aiutate dall'intero popolo di Arendelle, si mettono dunque alla ricerca del loro amico e lo trovano solo e sconsolato, nel bel mezzo della foresta. Olaf è ancora molto dispiaciuto di non aver trovato una tradizione per loro, ma Elsa ed Anna gli mostrano il contenuto della misteriosa scatola: essa contiene tutti i bigliettini che Anna ogni Natale, faceva per Elsa e le passava sotto la porta della camera dov'era rinchiusa e ognuno di essi raffigura proprio Olaf. Il loro amico, infatti, è il ricordo più bello del periodo in cui le sorelle erano ancora insieme e per tutti gli anni di separazione è stato anche ciò che le ha tenute unite, ricordando ad entrambe quanto ancora si volessero bene e permettendo loro di ritrovarsi dopo tanto tempo. Olaf capisce così che l'importanza delle tradizioni natalizie è che abbiano il potere di unire le persone e di rappresentare lui stesso quel legame per Elsa ed Anna.
L'ultima scena mostra Elsa che, usando i suoi poteri, addobba la foresta e insieme ad Anna, Olaf, Kristoff e a tutto il popolo di Arendelle festeggia il Natale.

## Produzione
Il cortometraggio fu annunciato inizialmente per essere distribuito a febbraio del 2016 esclusivamente sul canale ABC. Sul finire dell'anno fu annunciato che sarebbero state prodotte nuove canzoni originali. Nel giugno del 2017 è stato poi annunciato che il corto sarebbe uscito in concomitanza con la proiezione del nuovo film Pixar Coco e che nel cast principale sarebbero ritornati i personaggi e gli interpreti principali del film vincitore di due Premi Oscar nel 2013.

## Promozione
Il 27 settembre 2017 è stato diffuso il primo trailer in italiano.

## Distribuzione

### Televisione
Il cortometraggio ha fatto il suo debutto televisivo sul network statunitense ABC il 14 dicembre 2017 dove è stato visto da 5,64 milioni di spettatori. In Italia il corto è stato trasmesso in prima TV su Disney Channel il 2 gennaio 2019 alle 14.00 e in chiaro su Rai 2 il 7 dicembre 2018 alle 21.05.

### Home Video
Il cortometraggio è stato pubblicato in Italia il 15 maggio 2018 solo in formato DVD mentre negli Stati Uniti e in Canada il 13 novembre 2018 in DVD e Blu-ray. La versione Home Video nordamericana contiene come extra sei cortometraggi Disney restaurati in HD, metà dei quali pubblicati per la prima volta in assoluto, che sono presentati da una veloce introduzione animata di Olaf mentre la versione italiana contiene come extra il cortometraggio Frozen Fever.

### Edizione italiana
L'edizione italiana del cortometraggio è stata curata dalla Disney Character Voices International con la supervisione di Roberto Morville, mentre la direzione del doppiaggio e i dialoghi sono curati da Fiamma Izzo, assistita da Alice Carbini. Il doppiaggio venne eseguito dalla PumaisDue presso la SDI Media Italia di Roma. I testi italiani delle canzoni e la direzione musicale furono affidati a Lorena Brancucci e Virginia Tatoli.

## Colonna sonora
Il corto in CGI presenta quattro nuove canzoni originali ad opera di Elyssa Samsel e Kate Anderson.
- Ring in the Season – Kristen Bell, Idina Menzel, Josh Gad
- The Ballad of Flemmingrad – Jonathan Groff
- Ring in the Season - Reprise – Idina Menzel
- That Time of Year – Josh Gad, Idina Menzel, Kristen Bell e Cast
- That Time of Year - Reprise – Josh Gad
- When We’re Together – Idina Menzel, Kristen Bell, Josh Gad, Jonathan Groff
- The Ballad of Flemmingrad (Traditional Version) – Jonathan Groff

Motivi
- "Olaf’s Frozen Adventure" Score Suite

Qui di seguito i titoli e la numerazione della versione originale italiana, disponibile dal 22 dicembre 2017
- 1 Il primo vero Natale
- 2 La ballata di Flemmingrad
- 3 Il primo vero Natale (Reprise)
- 4 La stagione più bella
- 5 La stagione più bella (Reprise)
- 6 Quando siamo insieme
- 7 Frozen - Le avventure di Olaf Score Suite
- 8 La ballata di Flemmingrad (Versione tradizionale)
- 9 Il primo vero natale (Versione Karaoke)
- 10 La stagione più bella (Versione Karaoke)
- 11 Quando siamo insieme (Versione Karaoke)

## Riconoscimenti
| Anno | Premio      | Categoria                                                                                    | Riconoscimento | Fonte  |
| ---- | ----------- | -------------------------------------------------------------------------------------------- | -------------- | ------ |
| 2018 | Annie Award | Best Animated Special Production (Miglior special d'animazione)                              | Candidato/a    | [ 14 ] |
| 2018 | Annie Award | Animated Effects in an Animated Production (Miglior effetti animati in un film d'animazione) | Candidato/a    | [ 14 ] |
| 2018 | Annie Award | Music in an Animated Feature Production (Miglior musiche in un film d'animazione)            | Candidato/a    | [ 14 ] |